# Frédérique Bertrand
Pour les articles homonymes, voir Bertrand.
 (décembre 2020).
Si vous disposez d'ouvrages ou d'articles de référence ou si vous connaissez des sites web de qualité traitant du thème abordé ici, merci de compléter l'article en donnant les références utiles à sa vérifiabilité et en les liant à la section « Notes et références ».
Frédérique Bertrand, née le 18 octobre 1969 à Épinal, est une auteure et illustratrice française qui travaille pour l'édition jeunesse et pour la presse. Elle réalise des expositions personnelles et participe à des expositions collectives, en France et à l'étranger.

## Biographie
Diplômée de l'École nationale supérieure d'art de Nancy en 1993, elle débute dans la presse mais fait très vite la rencontre d'Olivier Douzou, créateur du département jeunesse des éditions du Rouergue. Pour cet éditeur, elle réalise ses premiers livres qui rencontrent un certain succès critique : On ne copie pas (texte d'Olivier Douzou) reçoit le Prix Bologna Ragazzi à la foire du livre de jeunesse de Bologne en 1999.
Elle habite successivement à Paris et à Toulouse, avant de se fixer à Nancy en 2005.
En novembre 2006, elle réalise une exposition de 60 dessins inédits : C'est pour aujourd'hui ou pour demain ?, au Salon du livre et de la presse jeunesse de Montreuil.
Depuis 2011, elle collabore avec Michaël Leblond à la série des Pyjamarama pour les éditions du Rouergue. Ces livres reprennent la technique d'animation de l'ombro-cinéma, apparue pendant la seconde moitié du XIXe siècle. La série compte huit titres en 2017 et elle est traduite en une douzaine de langues.
Ses dessins sont publiés dans la presse nationale : Libération, Télérama, Le Monde, Le Nouvel Observateur, L’Expansion, Psychologies magazine, Courrier Cadres, L’Usine nouvelle, Enjeux-Les Échos, Le Magazine littéraire, La Vie, Liaisons sociales et aussi dans la presse internationale : Wall Street Journal, The Inquirer Magazine, Boston Globe, New York Times, L’Hebdo, PME magazine, École CP (Japon), Brunswick Review (Grande-Bretagne). Elle travaille également pour la communication et le multimédia.

## Œuvres
- 1995 :
  - Nino dans le frigo, éditions du Rouergue, texte et illustrations.
  - Le Petit Monde 1995, éditions du Rouergue, texte et illustrations.

- 1996 :
  - Génération ordinateur, éditions de La Martinière, coll. Oxygène, illustrations de Frédérique Bertrand, texte d'Isabelle et Patrick Louet.

- 1997 :
  - Les Petits Héritages, éditions du Rouergue, texte et illustrations.

- 1998 :
  - Tour de marché, éditions du Rouergue, texte et illustrations.
  - On ne copie pas, éditions du Rouergue, illustrations de Frédérique Bertrand, sur un texte d'Olivier Douzou.

- 1999 :
  - Dans les villes, éditions du Rouergue, texte et illustrations.
  - Gardez la culotte !, éditions du Rouergue, texte et illustrations.

- 2000 :
  - Remue-ménage, coédition Rouergue-Centre Pompidou, illustrations de Frédérique Bertrand, texte d'Olivier Douzou, graphisme Frédéric Rey.
  - Choco (au bon lait de vache), éditions du Rouergue, texte et illustrations.
  - The Land of Hungry Armadillos, Random House (États-Unis), illustrations de Frédérique Bertrand, sur un texte de Lawrence David.

- 2001 :
  - Mode et travaux, éditions du Rouergue, texte et illustrations.
  - Les Mauvais Perdants, éditions du Rouergue, illustrations de Frédérique Bertrand, sur un texte d'Olivier Douzou.

- 2002 :
  - L’Égaré, un peu des gares, éditions L'Ampoule, texte et illustrations, avec des photos et un graphisme de Frédéric Rey.
  - Domicile d'ange heureux. La vie pour de vrai, Dada médias, CD-Rom de Muriel Lefèvre, Frédérique Bertrand, Frédéric Rey et Bénédicte Métral ; musique de Jean-Jacques Birgé.

- 2003 :
  - Au pays des tatous affamés, Gallimard jeunesse, illustrations de Frédérique Bertrand, sur un texte de Lawrence David.

- 2004 :
  - La Douzaine, Galerie Streitenfeld, Allemagne, texte et illustrations.

- 2005 :
  - Petit Manuel de découpage, l’ouvrage n° 2, éditions Fotokino, texte et illustrations.
  - Le Conte du prince en deux ou l'histoire d'une mémorable fessée, Seuil jeunesse, illustrations de Frédérique Bertrand, sur un texte d'Olivier Douzou.

- 2007 :
  - Pierre et le l’ours, éditions MeMo, illustrations de Frédérique Bertrand, sur un texte d'Olivier Douzou.
  - Bientôt l’été, éditions Esperluète, Belgique, texte et illustrations.
  - Picasso, éditions Woongjin, Corée, illustrations.
  - Les Goûts d’Olga, éditions du Rouergue, illustrations de Frédérique Bertrand, sur un texte de Gérard Morel.

- 2008 :
  - Le Vieil Ogre, Casterman, sur un texte de Marie-Sabine Roger.
  - T, L’Édune, texte et illustrations.
  - L’Europe de A à Z, coéditions Arte/le Rouergue, illustrations de Frédérique Bertrand, sur un texte de Claire A. Poinsignon.

- 2009 :
  - Des ailes dans le dos, éditions du Rouergue, illustrations de Frédérique Bertrand, sur un texte de Catherine Grive.
  - Ding! Dang! Dong!, éditions MeMo, texte et illustrations.

- 2010 :
  - Déjà Noël, éditions Esperluète, Belgique, texte et illustrations.

- 2011 :
  - Le Petit Bonhomme pané, éditions du Rouergue, illustrations de Frédérique Bertrand, sur texte d'Olivier Douzou.
  - New York en Pyjamarama, éditions du Rouergue, illustrations de Frédérique Bertrand, avec Michaël Leblond.

- 2012 :
  - Minou, éditions du Rouergue, illustrations de Frédérique Bertrand, sur un texte d'Olivier Douzou.
  - Ours, éditions du Rouergue, illustrations de Frédérique Bertrand, sur texte d'Olivier Douzou.
  - Teckel, éditions du Rouergue, illustrations de Frédérique Bertrand, sur texte d'Olivier Douzou.
  - Poney, éditions du Rouergue, illustrations de Frédérique Bertrand, sur texte d'Olivier Douzou.
  - Moi en Pyjamarama, éditions du Rouergue, en collaboration avec Michaël Leblond.
  - Lunaparc en Pyjamarama, éditions du Rouergue, en collaboration avec Michaël Leblond.

- 2013 :
  - Costa Brava, éditions du Rouergue, illustrations de Frédérique Bertrand, sur un texte d'Olivier Douzou
  - Zignongnon, éditions du Rouergue, illustrations de Frédérique Bertrand, sur un texte d'Olivier Douzou
  - Truite, éditions du Rouergue, illustrations de Frédérique Bertrand, sur un texte d'Olivier Douzou.
  - Mes robots en Pyjamarama, éditions du Rouergue, en collaboration avec Michaël Leblond.

- 2014 :
  - La Balise, éditions du Rouergue, texte et illustrations.
  - Paris en Pyjamarama, éditions du Rouergue, en collaboration avec Michaël Leblond.

- 2015 :
  - Les billes font la course, éditions du Rouergue, en collaboration avec Michaël Leblond.

- 2016 :
  - Le Mensonge, éditions du Rouergue, illustrations de Frédérique Bertrand, sur un texte de Catherine Grive.
  - Musée en Pyjamarama, éditions du Rouergue, avec Michaël Leblond.

- 2017 :
  - Le Havre en Pyjamarama, éditions du Rouergue, en collaboration avec Michaël Leblond.

- 2019 :
  - Les Aoûtiens[2], éditions du Rouergue, avec Olivier Douzou.

- 2021 :
  - Bonjour veaux vaches cochons, éditions du Rouergue, avec Olivier Douzou.

- 2022 :
  - Rrron rrron, éditions du Rouergue.
  - Aux filles du conte, éditions du Pourquoi pas ?, avec Thomas Scotto.

- 2024 :
  - Encore heureux , Esperluète éditions.

## Récompenses
- Silver Pencil Award, Amsterdam pour le livre Les petits Héritages, 1997.
- Silver Award pour The Best of Newspaper Design (catégorie Art and Illustration) pour The Philadelphia Inquirer Magazine, 1998.
- Bologna Ragazzi Award à la Foire du livre de jeunesse de Bologne (Italie) pour On ne copie pas, textes d'Olivier Douzou, 1999.
- Bologna Children’s Ebook Award (catégorie nouveaux media) à la Foire du livre de jeunesse de Bologne (Italie) pour le CD-rom Domicile d’Ange heureux (Dada Média), 2003.
- Illustrarte Award, Biennale internationale d’illustrations Jeunesse de Barreiro, Portugal, 2003.
- Vlag & Wimpel - Stichting CPNB, pour New York en Pyjamarama, Amsterdam, Pays-Bas, 2013.
- P'tits mômes 2013 - Ville de Genève, pour Lunaparc en Pyjamarama, Genève, Suisse, 2013.

## Documentation
- « Frédérique Bertrand », Le Biblionaute [médiathèque de Roubaix], n°6, 2006, p. 2-3.
- Thomas Scotto, « À la lettre T, il y a Frédérique Bertrand »[3], aeiou [Office régional culturel de Champagne-Ardenne], n°12, 2008, p. 24-27.